# 제임스와 거대한 복숭아
《제임스와 거대한 복숭아》(James And The Giant Peach)는 미국에서 제작된 헨리 셀릭 감독의 1996년 애니메이션, 모험, 가족 영화이다. 로알드 달의 1961년 소설 《제임스와 슈퍼 복숭아》를 원작으로 한다. 조안나 럼리 등이 주연으로 출연하였고 팀 버튼 등이 제작에 참여하였다. 라이브 액션과 스톱 모션 애니메이션의 결합 작품이다.

## 출연

### 주연
- 조안나 럼리
- 미리암 마고리스
- 피트 포스틀스웨이트
- 스티븐 컬프
- 토니 하니
- 알 날반디언
- 마리오 예디디아

### 조연
- 사이먼 캘로우
- 리처드 드라이퍼스
- 제인 리브스
- 수잔 서랜든
- 데이빗 듈리스

## 기타
- 원작자: 로알드 달
- 공동제작: 헨리 셀릭